# 科萨尔
科萨尔，是西班牙卡斯蒂利亚-拉曼恰雷阿尔城省的一个市镇。 总面积65平方公里，总人口1256人（2001年），人口密度19人/平方公里。